# Österreichischer Musiktheaterpreis 2015
Der Österreichische Musiktheaterpreis 2015 war die dritte Verleihung des Österreichischen Musiktheaterpreises. Die Verleihung fand am 8. Juni 2015 im Ronacher statt, moderiert wurde diese von Christoph Wagner-Trenkwitz. Die Veranstaltung wurde am 14. Juni 2015 auf ORF III übertragen. Der Preis wurde 2015 in 15 Kategorien verliehen, 2015 wurde erstmals der Krone-Musicalpreis vergeben.

## Preisträger und Nominierte

### Beste weibliche Hauptrolle
- Jennifer Maines – Parsifal (Kundry) – Tiroler Landestheater
  - Gal James – Jenůfa (Jenůfa) – Oper Graz
  - Pia Douwes – Der Besuch der alten Dame (Claire Zachanassian) – Raimund Theater/Ronacher

### Beste männliche Hauptrolle
- Jochen Schmeckenbecher – Der Mann von La Mancha (Don Quixote/Cervantes) – Bühne Baden
  - Yijie Shi – La Favorite (Fernand) – Oper Graz
  - Marcel Beekman – Platée (Platée) – Theater an der Wien

### Beste weibliche Nebenrolle
- Bernadett Fodor – Das Rheingold (Erda) – Landestheater Linz
  - Tetiana Miyus – La Bohème (Musetta) – Oper Graz
  - Martina Mikelic – Albert Herring (Florence Pike) – Volksoper Wien

### Beste männliche Nebenrolle
- Bo Skovhus – The Rake’s Progress (Nick Shadow) – Theater an der Wien
  - Hans Neblung – Der Besuch der alten Dame (Matthias Richter, Bürgermeister) – Raimund Theater/Ronacher
  - Boris Eder – Gräfin Mariza (Baron Kolomán Zsupán) – Volksoper Wien

### Beste Gesamtproduktion
- Sweeney Todd – Volksoper Wien
  - Jenůfa – Oper Graz
  - Platée – Theater an der Wien

### Beste musikalische Leitung
- Hans Graf – Feuersnot – Volksoper Wien
  - Dirk Kaftan – Jenůfa – Oper Graz
  - René Jacobs  – Idomeneo – Theater an der Wien

### Beste Regie
- Damiano Michieletto – Idomeneo – Theater an der Wien
  - Johannes Erath – Lohengrin – Oper Graz
  - Tobias Kratzer – Die Csárdásfürstin – Stadttheater Klagenfurt

### Beste Ausstattung
- Peter J. Davison (Bühne) und Uta Loher und Conny Lüders (Kostüme) – Der Besuch der alten Dame – Ronacher / Gideon Davey – Platée – Theater an der Wien
  - Annemarie Woods  – La Favorite – Oper Graz

### Beste Ballettproduktion
- John Neumeier – Die Kameliendame – Theater an der Wien
  - Mei Hong Lin – Carmina Burana – Landestheater Linz
  - Darrel Toulon – Die Liebe einer Königin – Oper Graz

### Beste Nachwuchskünstlerin
- Dshamilja Kaiser – La favorite (Leonor de Guzman) – Oper Graz
  - Martha Hirschmann – Dido and Aeneas (Dido) – Landestheater Linz
  - Milica Jovanović – Love Never Dies (Christine Daaé) – Raimund Theater/Ronacher

### Bester Nachwuchskünstler
- Alexey Birkus – Eugen Onegin (Gremin) – Salzburger Landestheater
  - Oliver Liebl – The Wiz – Der Zauberer von Oz (Blechdosenmann) – Landestheater Linz
  - Andrew Owens – La Cenerentola (Don Ramiro) und La clemenza di Tito (Tito Vespasiano) – Theater an der Wien

### Lebenswerk
- Neil Shicoff

### ORF-III-Medienpreis
- Piotr Beczała

### Bestes Festival
- Wiener Festwochen – Intendanz Markus Hinterhäuser

### Krone-Musical-Preis
- Uwe Kröger
  - Annemieke van Dam
  - Pia Douwes
  - Lukas Perman
  - Drew Sarich